# Edward Weston
Edward Weston (Highland Park, 24 de março de 1886 — Carmel-by-the-Sea, 1 de janeiro de 1958) foi um dos fotógrafos estadunidenses mais importantes do século XX.

## Biografia
Aos 16 anos ganhou sua primeira máquina fotográfica e fez suas primeiras fotos, demonstrando um grande talento em sua infante prática no campo da fotografia artística. Com 20 anos já havia publicado seus trabalhos.
Em 1922, Weston fotografou seu filho Neil nu. Apesar de não ser exatamente um trabalho do estúdio, a imagem foi aceita como uma clássica escultura em fotografia.
Viajou ao México em 1923, acompanhado de sua companheira Tina Modotti, quando esta ficou viúva, e de um dos seus quatro filhos, Chandler, e lá permaneceram por três anos. Com a ajuda de Modotti, realizou um trabalho fotográfico de mais de 200 obras para o livro Ídolos por trás dos altares, de Anita Brenner.
Em 1926 voltou para a Califórnia. Esse período de 1926 a 1930 significou para Weston um dos mais significantes de sua carreira, realizando seus trabalhos mais representativos.
Visitou o Deserto de Mojave em 1928, onde se deparou pela primeira vez com a paisagem. O deserto o impressionou, e como resultado, abriu portas para novos caminhos criativos.
A partir de 1929, iniciou sua célebre série de arte abstrata. Realizou sua primeira exposição individual em Nova Iorque no ano de 1930. Dois anos depois, publicou seu primeiro livro de fotografias, The Art of Edward Weston (A arte de Edward Weston).
Em 1935 se estabeleceu em Santa Mônica, onde encontrou lugares de grande inspiração, como nas dunas da Baía de Oceano. Nos últimos anos de sua vida, sua obra se fez mais sutil e diversa, porém, sem a força dos trabalhos anteriores. Em 1946 se divorciou de sua segunda esposa, Charis, e lhe apareceram os primeiros sintomas da síndrome de Parkinson.
Em 1947 teve seu primeiro contato com a fotografia em cores, mas não sem certas reticências.

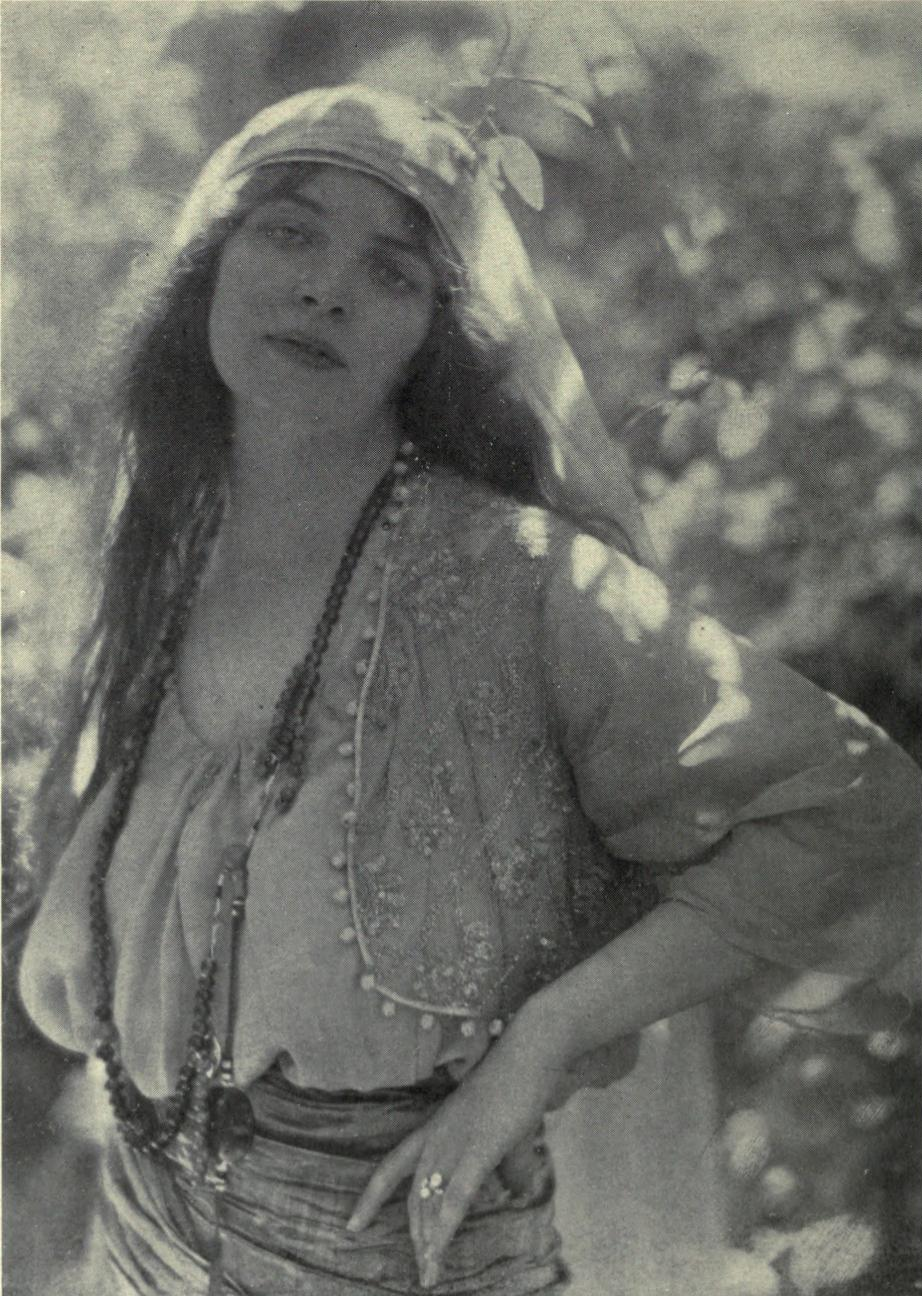
Retrato de Edward Weston, 1916

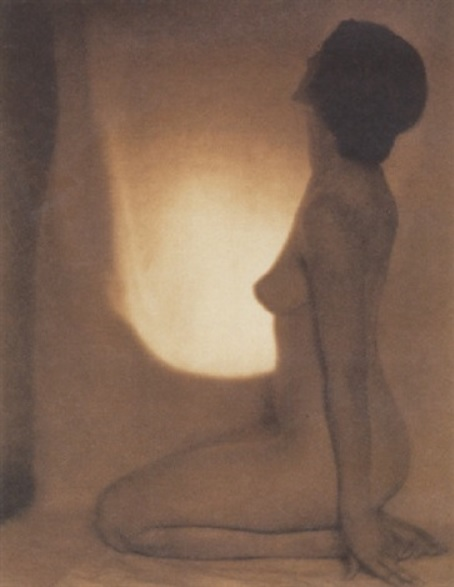
Retrato de Edward Weston, 1916

## Citações
- "A forma segue a função". Quem disse isso eu não sei, mas o escritor falou bem.[7]
- Não sou técnico e não tenho interesse na técnica por si só. Se a minha técnica é adequada para apresentar a minha visão, então eu não preciso de mais nada.[8]
- Não vejo razão para registrar o óbvio.[9]
- Se há simbolismo no meu trabalho, ele só pode ser a visão de partes \u2012 fragmentos \u2012 como símbolos universais. Todas as formas básicas estão tão intimamente relacionadas que são visualmente equivalentes.[10]
- Meus próprios olhos não são mais do que batedores em uma busca preliminar, pois o olho da câmera pode mudar completamente minha ideia.[11]
- Meu propósito-trabalho, meu tema, pode ser mais próximo do reconhecimento, registro e apresentação da interdependência, da relatividade, de todas as coisas – a universalidade da forma básica.[12]
- A câmera vê mais do que o olho, então por que não fazer uso dela?[13]
- Isso então: fotografar uma rocha, fazer com que ela pareça uma rocha, mas seja mais do que uma rocha.[14]
- Qual é, então, o fim para o qual trabalho? Apresentar o significado dos fatos, para que eles sejam transformados de coisas vistas em coisas conhecidas.[15]
- Quando o dinheiro entra \u2012 então, por um preço, eu me torno um mentiroso \u2012 e um bom eu posso ser seja com lápis ou iluminação sutil ou ponto de vista. Odeio tudo, mas também apoio não só a minha família, mas o meu próprio trabalho.[16]

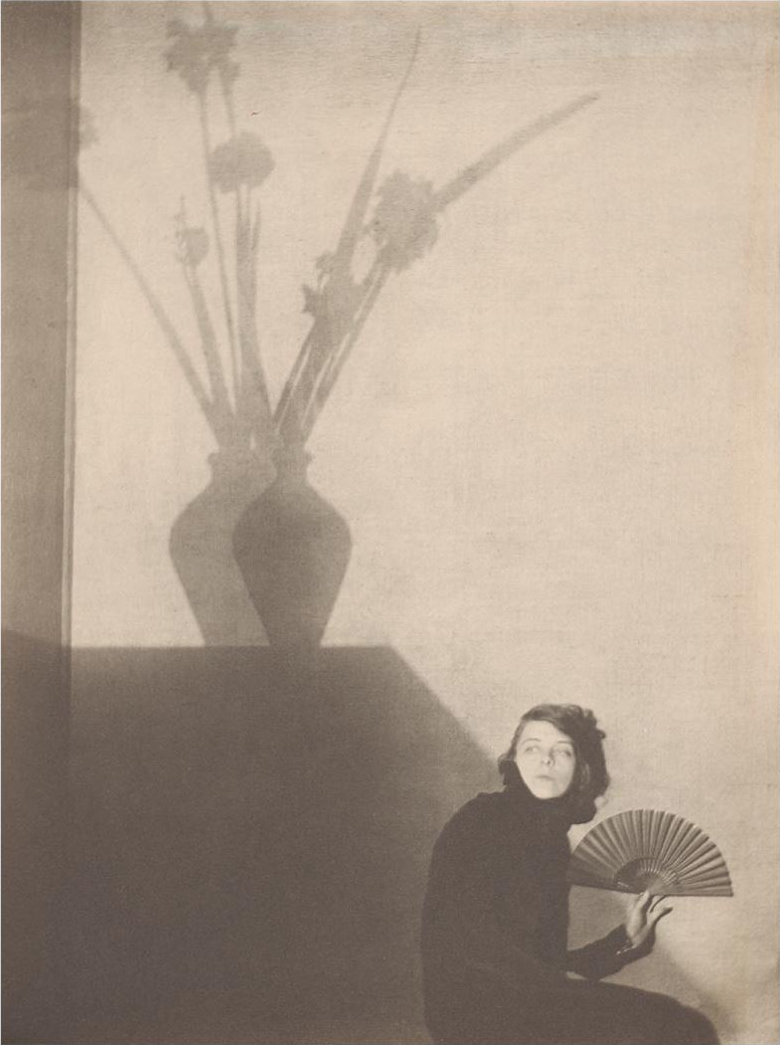
Epílogo (1919) com Margrethe Mather

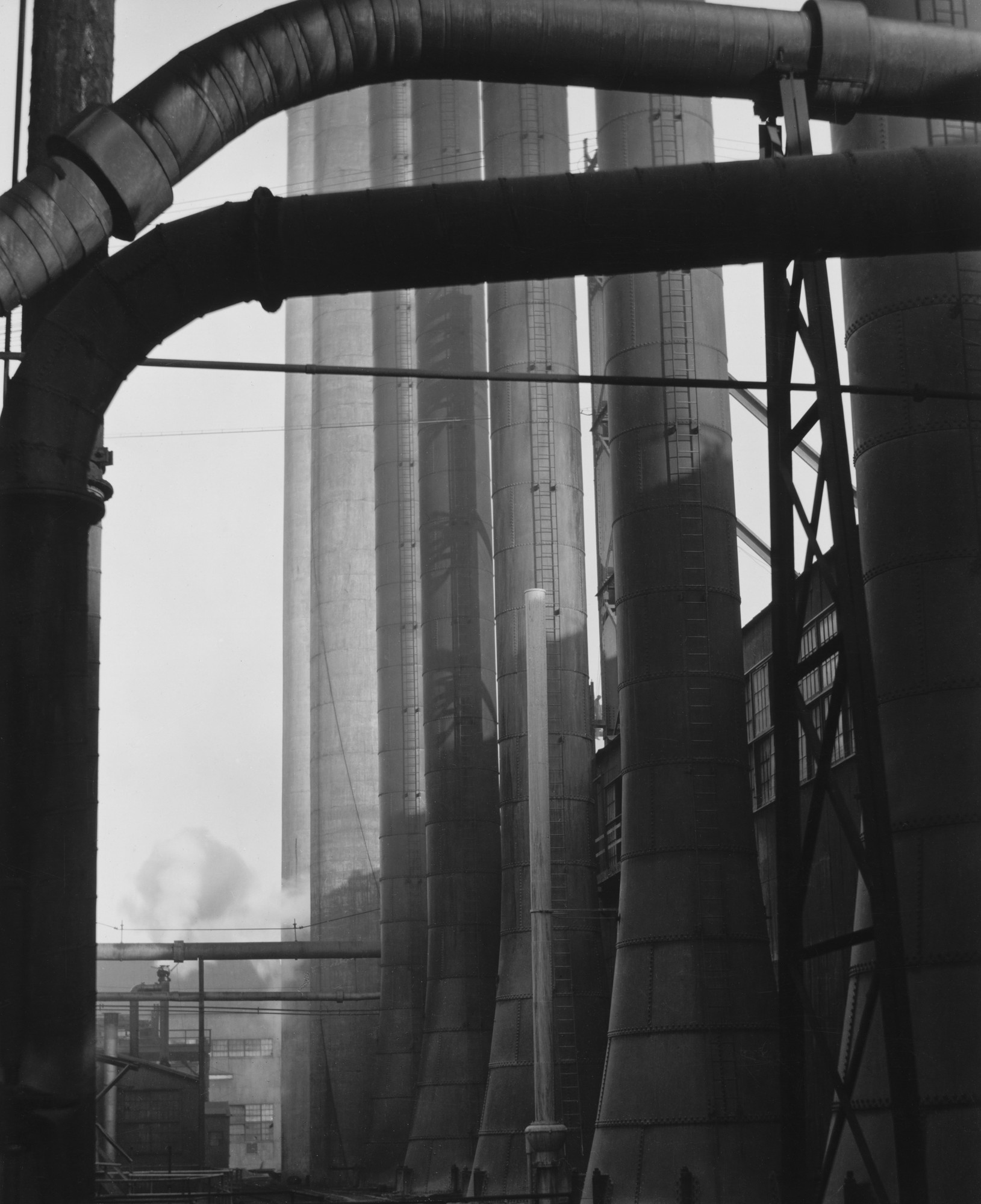
Armco Steel, Ohio, 1922

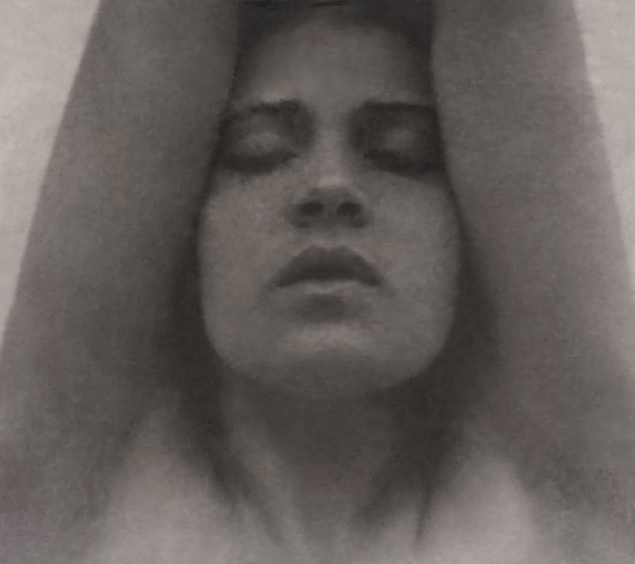
Tina Modotti com os braços levantados - Edward Weston restauração ca. 1921

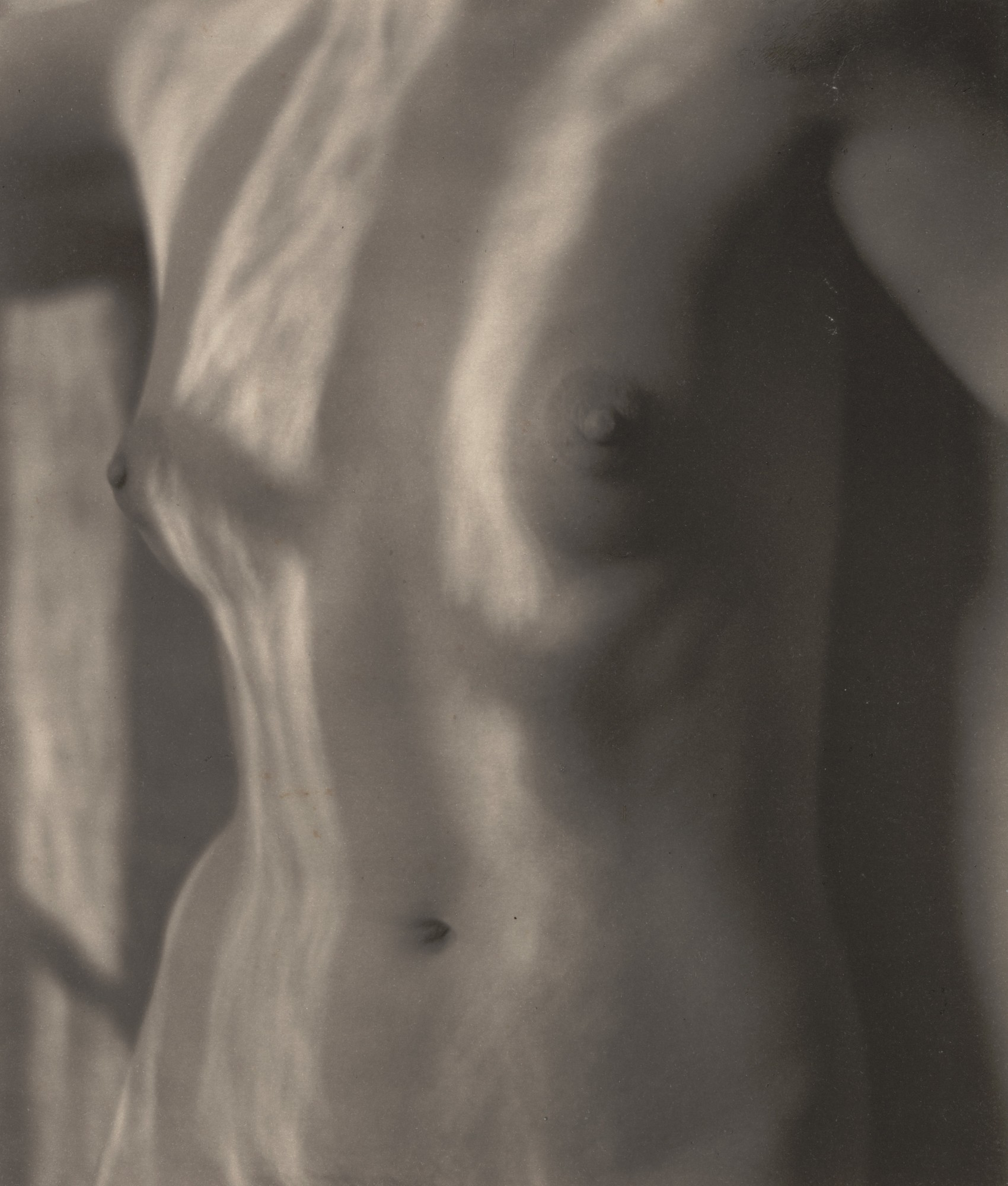
Edward Weston, Luz do Sol Refratada no Torso, 1922

## Lista de fotografias
A carreira artística de Weston durou mais de quarenta anos, de aproximadamente 1915 a 1956. Um fotógrafo prolífico, ele produziu mais de 1 000 fotografias em preto e branco e cerca de 50 imagens coloridas. Esta lista é uma seleção incompleta das fotografias mais conhecidas de Weston.
| Título                                  | Ano  | Categoria      | Dimensões                             | Coleções |
| --------------------------------------- | ---- | -------------- | ------------------------------------- | --- |
| Nu                                      | 1918 | Nu             | 9,5" x 7,4" / 24,1 x 18,8 centímetros | Coleção particular |
| Prólogo de uma Triste Primavera         | 1920 | Pictórico      | 9,4" x 7,4" / 23,8 x 18,8 centímetros | Centro de Fotografia Criativa, Universidade da Califórnia em Santa Cruz, Smithsonian Institution |
| Canto ensolarado no sótão               | 1921 | Pictórico      | 7,5" x 9,5" / 19 x 24 centímetros     | Centro de Fotografia Criativa, Universidade da Califórnia em Santa Cruz |
| A Íris Branca                           | 1921 | Pictórico      | 9,5" x 7,5" / 24,2 x 19 cm            | Centro de Fotografia Criativa |
| Sibila Anikeeff                         | 1921 | Retrato        | 9 3/8" x 7 3/8"                       | Museu Metropolitano de Arte, Museu de Arte da Universidade de Siracusa |
| Armco Aço                               | 1922 | Pictórico      | 23,5 × 19,1 cm (9,25" × 7,5"          | MoMA |
| Seio                                    | 1923 | Nu             | 7,4" x 9,5" / 18,8 × 23,9 cm          | Centro de Fotografia Criativa, Universidade da Califórnia em Santa Cruz, George Eastman House |
| Tubos e Pilhas: Armco, Middletown, Ohio | 1922 | Edifícios      | 9,4" x 7,5" / 23,9 x 19,1 centímetros | Centro de Fotografia Criativa, Universidade da Califórnia em Santa Cruz, Smithsonian Institution, Getty Museum, Museu de Arte do Condado de Los Angeles                                                                                   |
| Nahui Olin                              | 1923 | Retrato        | 9" x 6,8" / 23,0 × 17,4 cm            | Centro de Fotografia Criativa, Universidade da Califórnia em Santa Cruz, George Eastman House, Museu de Arte Moderna de São Francisco, Museu de Arte Moderna                                                                              |
| Tina [nude no azotea]                   | 1923 | Nu             | 6,9" x 9,4" / 17,6 × 23,8 cm          | Centro de Fotografia Criativa, Universidade da Califórnia em Santa Cruz, Getty Museum, Instituto de Arte de Chicago |
| Galvin Tiroteio                         | 1924 | Retrato        | 8,2" x 7,2" / 20,8 × 18,4 cm          | Centro de Fotografia Criativa, Museu de Belas Artes de Boston, Museu de Arte Moderna, Museu Metropolitano de Arte |
| Recitação de Tina                       | 1924 | Retrato        | 9,5" x 7,5" / 24,1 × 19,0 cm          | Centro de Fotografia Criativa, Museu de Belas Artes de Houston |
| Nu                                      | 1925 | Nu             | 5,1" x 9,3" / 13,0 × 23,5 cm          | Coleção particular (uma impressão conhecida) |
| Excusado                                | 1925 | Objetos        | 9,5" x 7,5" / 24,1 × 19,2 cm          | Centro de Fotografia Criativa, George Eastman House |
| Três Ollas                              | 1926 | Objetos        | 9,5" x 7,5" / 19 × 23,9 cm            | Centro de Fotografia Criativa, Museu de Arte Moderna de São Francisco, Smithsonian Institution, Museu de Arte da Filadélfia |
| Bertha, Glendale                        | 1927 | Nu             | 9,5" x 7,5" / 18,1 × 20,7 cm          | Centro de Fotografia Criativa, Getty Museum, Monterey Museum of Art |
| Náutilo                                 | 1927 | Natureza-morta | 9,5" x 7,5" / 23,7 × 18,5 cm          | Centro de Fotografia Criativa, George Eastman House, Museu de Arte Moderna |
| Duas conchas                            | 1927 | Natureza-morta | 9,5" x 7,4" / 24 × 18,9 cm            | Centro de Fotografia Criativa, Museu de Arte Moderna, Universidade da Califórnia em Santa Cruz |
| Comadre                                 | 1930 | Natureza-morta | 9,5" x 7,5" / 23,4 × 13,9 cm          | Centro de Fotografia Criativa, George Eastman House, Getty Museum, Universidade da Califórnia em Santa Cruz, Museu de Arte da Filadélfia                                                                                                  |
| Cipreste, Rocha, Colheita de Pedra      | 1930 | Paisagem       | 9,5" x 7,5" / 23,8 × 19 cm            | Centro de Fotografia Criativa, George Eastman House, Museu de Arte Moderna, Universidade da Califórnia em Santa Cruz, Biblioteca Huntington                                                                                               |
| José Clemente Orozco                    | 1930 | Retrato        | 9,5" x 7,5" / 24,2 × 18,6 cm          | Centro de Fotografia Criativa, Getty Museum, Museu de Arte Moderna, Museu de Arte Moderna de São Francisco, Museu de Arte da Universidade de Princeton                                                                                    |
| Pepper No. 30                           | 1930 | Natureza-morta | 9,5" x 7,5" / 24,4 × 19,3 cm          | Centro de Fotografia Criativa, George Eastman House, Instituto de Arte de Chicago, Museu de Arte do Condado de Los Angeles, Museu Metropolitano de Arte, Universidade da Califórnia em Santa Cruz, Museu de Arte Moderna de São Francisco |
| Rocha Erodida No. 51                    | 1930 | Paisagem       | 9,5" x 7,5" / 24,1 × 23,9 cm          | Centro de Fotografia Criativa, Biblioteca Huntington, Universidade da Califórnia em Santa Cruz, Universidade da Califórnia em Los Angeles                                                                                                 |
| Rabanete Branco                         | 1933 | Natureza-morta | 9,5" x 7,5" / 24,2 x 19 cm            | Centro de Fotografia Criativa, George Eastman House, Instituto de Arte de Chicago, Universidade da Califórnia em Santa Cruz, Universidade da Califórnia em Los Angeles, Biblioteca Huntington                                             |
| Sybil Anikeef                           | 1933 | Retrato        | 4 11/16" x 3 5/8" / 11,9 x 9,2 cm     | Museu de Belas Artes, Boston, Boston, Massachusetts |